# Ammannia nagpurensis
Ammannia nagpurensis är en fackelblomsväxtart som beskrevs av T. Mathew och M.P. Nayar. Ammannia nagpurensis ingår i släktet Ammannia och familjen fackelblomsväxter. Inga underarter finns listade i Catalogue of Life.